# Arctia lusitanica
Arctia lusitanica là một loài bướm đêm thuộc phân họ Arctiinae, họ Erebidae.